# Bataille de Modlin
Pour les articles homonymes, voir Modlin.
Seconde Guerre mondiale
Batailles
Campagne de Pologne :
- Ultimatum allemand
- Ordre de bataille
- Opération Himmler
- Plan Pékin
- Plan Worek
- Baie de Dantzig
- Défense de la poste centrale de Dantzig
- Westerplatte
- Grudziądz
- Mokra
- Węgierska Górka
- Krojanty
- Forêt de Tuchola
- Borowa Góra
- Wizna
- La Bzura
- Hel
- Jarosław
- Brest-Litovsk
- Tête de pont roumaine
- Invasion soviétique
- Lwów
- Modlin
- Tomaszów Lubelski
- Grodno
- Krasnobród
- Wilno
- Varsovie
- Szack
- Wytyczno
- Kock

La bataille de Modlin eut lieu au début de la Seconde Guerre mondiale, alors que les forces polonaises s’étaient retranchées dans la forteresse à partir du 13 septembre 1939.

## Contexte historique
La garnison, placée sous le commandement du général Wiktor Thommée, était forte d'environ 40 000 hommes. Elle était dotée de 97 pièces d'artillerie, notamment une batterie anti-aérienne qui abattit plus d'avions de la Luftwaffe que toute autre batterie polonaise durant toute la campagne de Pologne. Le train blindé Śmierć (littéralement en polonais : la Mort) était également présent dans la forteresse. Celle-ci, l'une des plus imposantes de Pologne, était l'un des verrous la défense de Varsovie.

## Déroulement de la bataille

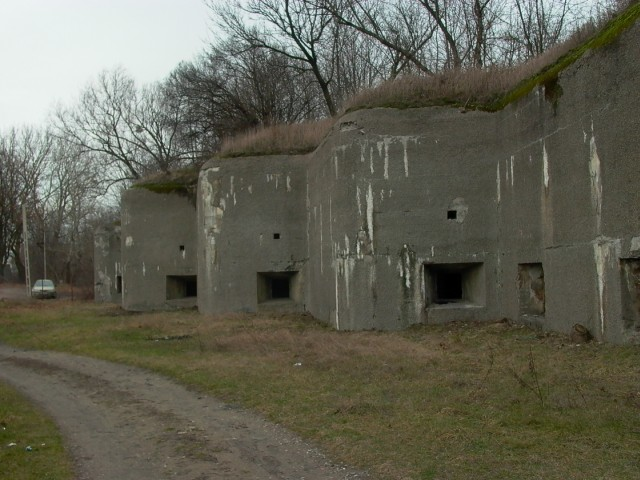
Batteries de la forteresse de Modlin.

Les forces polonaises résistèrent jusqu'au 29 septembre, c'est-à-dire après la chute de Varsovie. Elles furent parmi les dernières forces polonaises à déposer les armes.
Les batteries de défense anti-aérienne polonaises abattirent au total 100 avions de la Luftwaffe[réf. nécessaire]. Le soldat allemand Rochus Misch tenta de négocier une reddition de la forteresse, quelques jours avant sa chute ; blessé, il se verra décerner la croix de fer.

## Bilan et pertes
Le bilan fut particulièrement lourd pour les Polonais : 1 300 tués, 4 000 blessés et 35 000 prisonniers. Les pertes allemandes humaines sont quant à elles inconnues.